# Torre YPF
Torre YPF (Torre Repsol YPF) — офисное здание в районе Пуэрто-Мадеро, в Буэнос-Айресе, Аргентина. Штаб-квартира аргентинской нефтяной компании YPF. Построено в конце 2008 года.

## Описание
Это третье здание, спроектированное архитектором Сесаром Пелли в Буэнос-Айресе, после строительства зданий BankBoston и Edificio República.
Любопытно, что неофициальное название здания — «Эвкалипт леса», компания YPF заинтересована в решении проблем экологии и в своей деятельности рассматривает решения связанные с охраной природы.
Верхняя часть здания построена из стеклопластика. Этот материал является проводником для электромагнитных систем связи, установленных на башне.

## Галерея

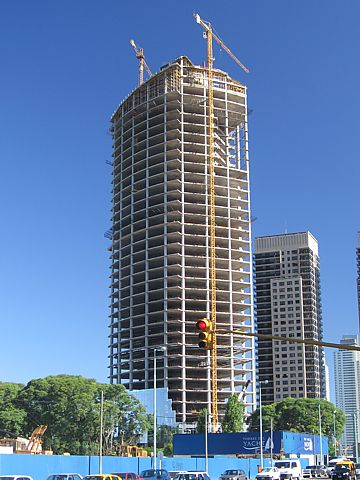
Torre YPF, во время строительства в 2007 году.
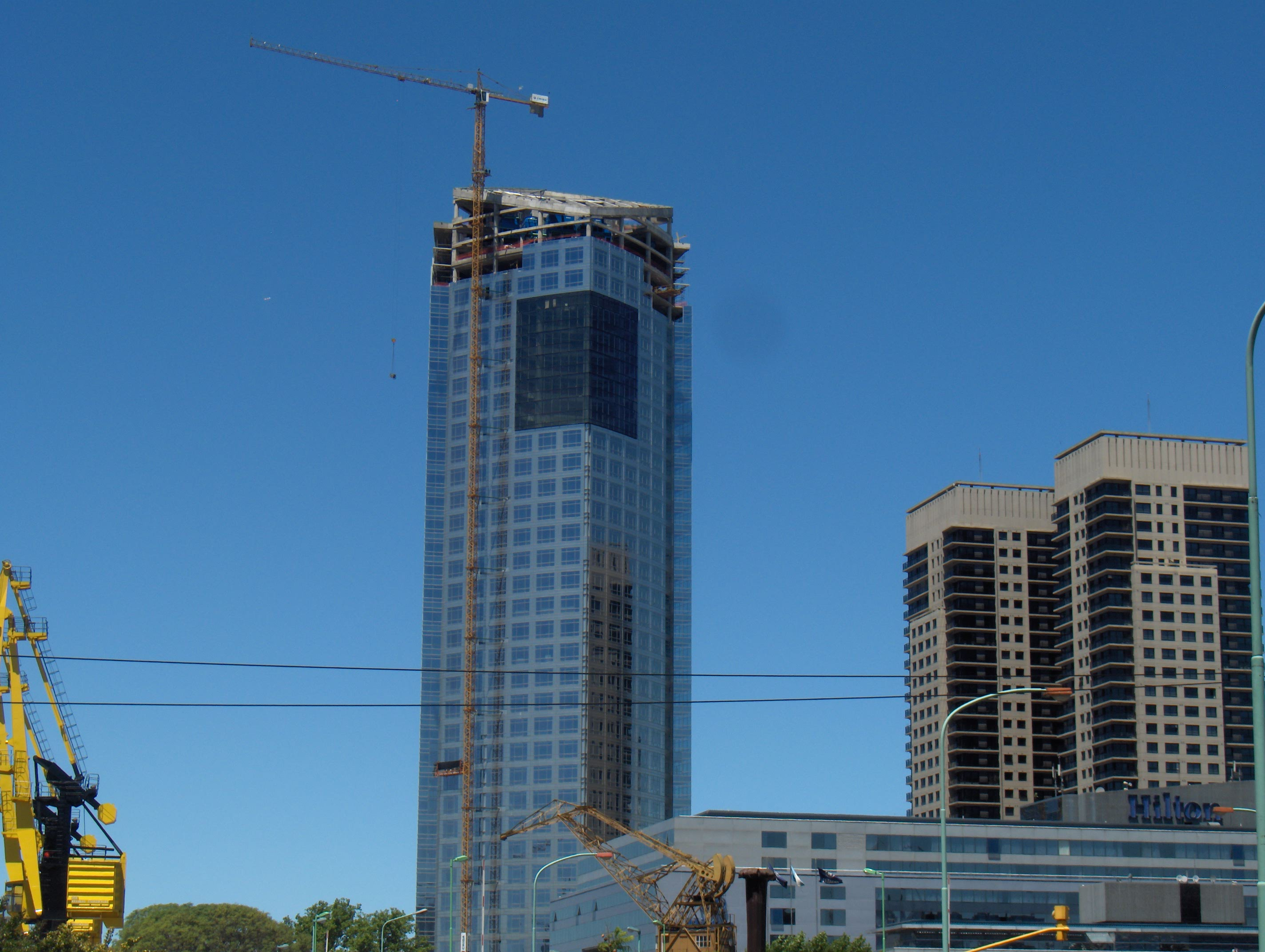
Torre YPF, в декабре 2007.
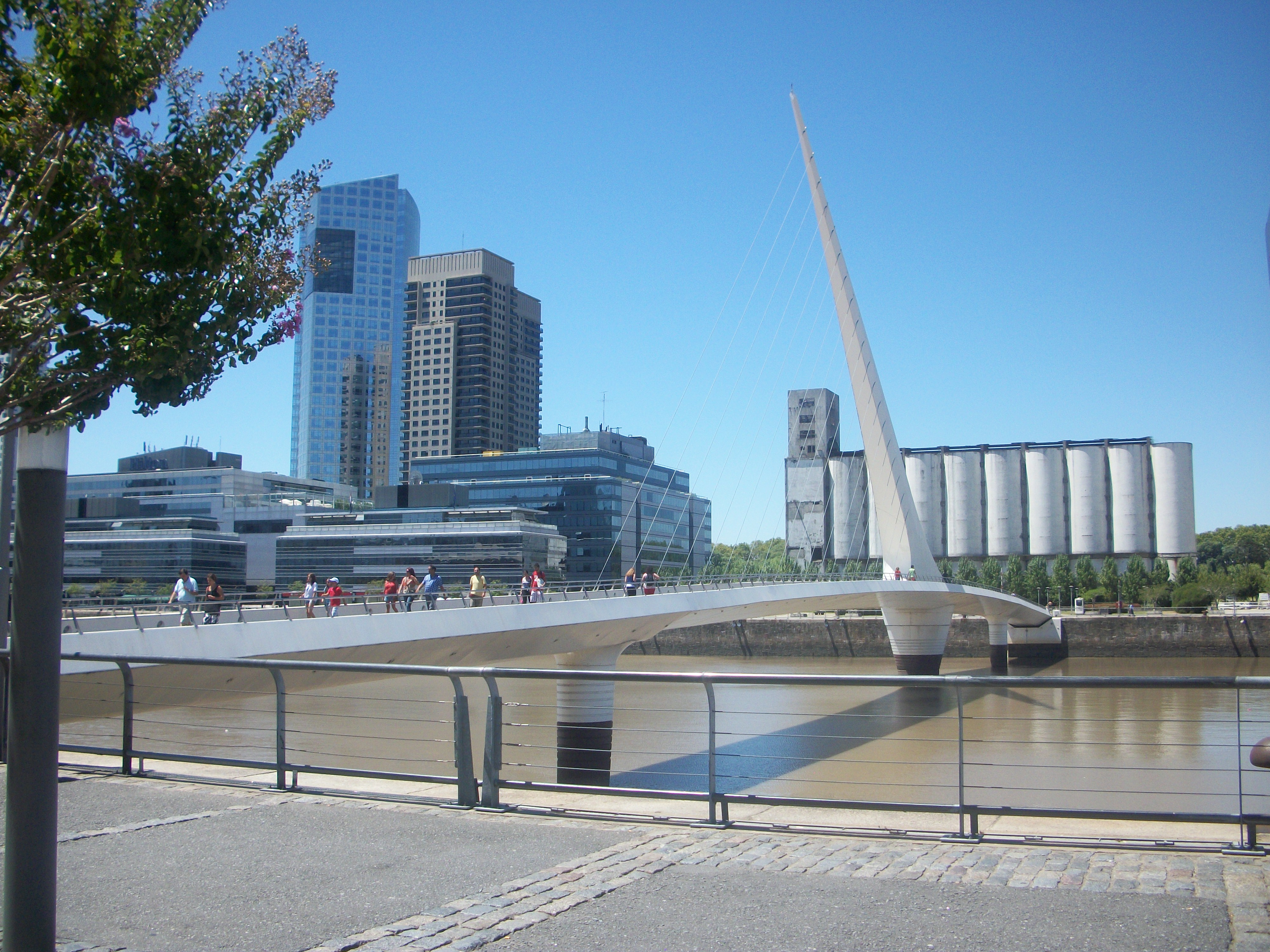
Вид на Torre YPF со стороны Моста Женщин, февраль 2013.